# Guto Zacarias
Augusto Zacarias Corrêa Leite (São Paulo, 29 de abril de 1999), mais conhecido como Guto Zacarias é um político brasileiro, filiado ao União Brasil (UNIÃO) e ativista do Movimento Brasil Livre (MBL). Nas eleições estaduais de 2022, foi eleito deputado estadual no estado de São Paulo e atualmente exerce mandato como parlamentar na Assembleia Legislativa de São Paulo (ALESP).
Foi indicado, em 15 de fevereiro de 2023, por Tarcísio de Freitas para assumir a vice-liderança do governo na ALESP.
É bisneto de José Benedito Correia Leite, ativista e jornalista que foi uma das principais figuras históricas originárias do movimento negro no Brasil.

## Biografia
Antes de sua carreira política, Zacarias era um entusiasta de futsal e jogava na posição de ala direita. Ele participou competitivamente durante sua adolescência.
Nascido e criado na periferia da zona sul da capital paulista, no bairro de Socorro, Guto é filho de um contador e uma professora da rede estadual. A família, pertencente à classe média baixa, tradicionalmente apoiava o PSDB e ambos os pais eram críticos do PT. Guto e seu irmão mais novo estudaram em um colégio particular do bairro. Posteriormente, Guto transferiu-se para a Escola Estadual Norberto Alves Rodrigues, seguindo seus amigos do futsal. No ensino médio, estudou na escola estadual José Lins do Rego .
A paixão de Zacarias pela política começou cedo. Desde jovem, não se identificava com ideias esquerdistas. Seu pai frequentemente incorporava uma abordagem mais liberal em discussões familiares, abordando temas como privatizações e responsabilidade fiscal. Aos 16 anos, Guto foi apresentado ao conteúdo do Movimento Brasil Livre (MBL) e iniciou sua leitura de autores liberais como Friedrich Hayek e Ludwig von Mises. Também é um admirador de Nelson Rodrigues .
Em sua vida adulta, Guto se envolveu ativamente com o MBL, chegando a ocupar a posição de coordenador na capital paulista. Em 2018, trabalhou nas campanhas de Kim Kataguiri e Arthur do Val. Posteriormente, tornou-se assessor de Arthur do Val e anteriormente filiado ao Podemos (PODE).. Seu envolvimento com a política também afetou sua educação formal. Inicialmente, cursou direito na FMU e posteriormente migrou para economia, embora tenha trancado o curso para se dedicar plenamente à política.
Em 2023, participou de uma prévia interna do movimento, para decidir o pré-candidato do MBL à Prefeitura de São Paulo em 2024, onde os membros poderiam escolher entre Guto e o deputado federal Kim Kataguiri. Com 9.951 votos totais, Guto teve 43,9% da preferência dos membros do partido, perdendo para Kim.

## Desempenho eleitoral
| 2022 | Estadual em São Paulo | UNIÃO | Deputado estadual | 152.481 | 0.66% | Eleito | [ 8 ] | Eleito em 24° lugar |